# Benelli M2
Benelli M2 (Super 90) — полуавтоматический гладкоствольный дробовик итальянской компании Benelli Armi SpA, разработанный как улучшенная версия Benelli M1 Super 90. Выпускается с 2004 года.

## Особенности конструкции
Benelli M2 использует фирменную инерционную систему перезарядки Inertia Driven, отличающуюся высокой надёжностью и меньшими требованиями к уходу по сравнению с газоотводными системами. Это позволяет эксплуатировать оружие в тяжёлых условиях (грязь, пыль, осадки) с минимальным количеством задержек.
Дробовик выпускается в нескольких вариантах — для охоты, практической стрельбы (спортинг) и тактического применения. Варианты различаются длиной ствола, ёмкостью магазина и наличием планок Пикатинни для установки аксессуаров.
Корпус оружия выполнен из легкосплавных материалов, приклад может быть как пластиковым, так и деревянным. Существуют модификации с противоскользящими накладками на цевье и прикладе.

## Применение
Benelli M2 популярен среди охотников, спортсменов-стрелков и подразделений правоохранительных органов различных стран. Модель получила признание за сочетание надёжности, простоты эксплуатации и высокой скорострельности.